# Есимов, Беген Омарович
Беген Омарович Есимов (род. 9 марта 1939, р. Келес, Южно-Казахстанская область, КазССР, СССР) — советский и казахстанский учёный, доктор геолого-минералогических наук (1984), профессор (1987), академик Академии международной экономики и бизнеса. Лауреат Государственной премии Республики Казахстан в области науки, техники и образования (2005).

## Биография
В 1961 году окончил Среднеазиатский политехнический институт. В 1961—1964 годах — инженер-геолог Таджикского геологического управления. В 1968 году защитил кандидатскую диссертацию на тему: «Геохимические особенности висмута в скарново-железорудном месторождении Чокадамбулак (Таджикская ССР)». В 1969—1996 годах сначала декан, затем первый проректор Южно-Казахстанского технического института. В 1985 году в Чимкенте защитил докторскую диссертацию на тему: «Фазовые превращения в процессах петрургической переработки горных пород, обогащенных метасиликатами» по специальносям «петрография», «вулканология». С 1996 года профессор, зав. кафедрой технологии силикатов и синтеза минералов этого института. Основные труды в области создания и организации инновационных технологий переработки природного и техногенного вторичного сырья.

## Награды
- Лауреат Государственной премии Республики Казахстан в области науки, техники и образования (2005) за работу (в соавторстве) «Создание и организация инновационных технологий переработки природного и техногенного вторичного сырья»[4].
- Обладатель премии ИСЕСКО в области науки и технологии (2012)[5][6]
- Обладатель звания «Лучший преподаватель вуза-2012»[7]